# Amaralina
Amaralina is een gemeente in de Braziliaanse deelstaat Goiás. De gemeente telt 3.719 inwoners (schatting 2009).